# Berryfield
Berryfield – wieś w Anglii, w hrabstwie Wiltshire. Leży 41 km na północny zachód od miasta Salisbury i 142 km na zachód od Londynu.